# Rajd Tatr 1997
Rajd Tatr 1997 – 29. edycja Rajdu Tatr. Był to rajd samochodowy rozgrywany od 4 do 6 września  1997 roku. Była to szósta runda Rajdowych Samochodowych Mistrzostw Polski w roku 1997. Rajd składał się z dwudziestu jeden odcinków specjalnych.

## Wyniki końcowe rajdu[1]
| Miejsce | Kierowca             | Pilot                | Samochód                  | Czas    | Strata | Grupa Klasa |
| ------- | -------------------- | -------------------- | ------------------------- | ------- | ------ | ----------- |
| 1       | Igor Drotár          | Vladimír Bánoci      | Subaru Impreza 555        | 2:17:18 | -      | A8          |
| 2       | Piotr Świeboda       | Andrzej Górski       | Mitsubishi Lancer Evo III | 2:17:32 | +0:14  | N4          |
| 3       | Leszek Kuzaj         | Artur Skorupa        | Mitsubishi Lancer Evo III | 2:17:50 | +0:32  | N4          |
| 4       | Bartłomiej Baniowski | Jakub Mroczkowski    | Subaru Impreza WRX        | 2:24:34 | +7:16  | N4          |
| 5       | Wiesław Stec         | Maciej Maciejewski   | Mitsubishi Lancer Evo III | 2:25:14 | +7:56  | N4          |
| 6       | Jerzy Wierzbołowski  | Bogusław Lepiarz     | Ford Escort RS Cosworth   | 2:25:39 | +8:21  | A8          |
| 7       | Eberhard Uth         | Volker Hofsommer     | Ford Escort RS Cosworth   | 2:27:29 | +10:11 | A8          |
| 8       | Ján Baumgartner      | Milan Javorka        | Ford Escort RS Cosworth   | 2:29:44 | +12:26 | N4          |
| 9       | René Lipčák          | Lubomír Šlávka       | Škoda Felicia             | 2:31:43 | +14:25 | A5          |
| 10      | Tomasz Kuchar        | Maria Wiechowska     | Opel Astra GSi 16V        | 2:32:31 | +15:13 | N3          |
| 11      | Andrej Pintér        | Jozef Zachár         | Ford Escort RS Cosworth   | 2:32:43 | +15:25 | N4          |
| 12      | Łukasz Sztuka        | Zbigniew Cieślar     | Nissan Sunny GTi          | 2:34:28 | +17:10 | N3          |
| 13      | Kurt Wallenwein      | Reinhold Hetz        | Mitsubishi Lancer Evo III | 2:35:47 | +18:29 | N4          |
| 14      | Roman Töviš          | Juraj Medveczky      | Škoda Felicia             | 2:41:10 | +23:52 | A5          |
| 15      | Tomasz Czopik        | Łukasz Wroński       | Honda Civic VTi           | 2:41:48 | +24:30 | A6          |
| 16      | Miroslav Mikulenka   | Petr Žůrek           | Nissan Micra              | 2:43:19 | +26:01 | N1          |
| 17      | Anton Kupec          | Marcel Okajček       | Suzuki Swift              | 2:45:08 | +27:50 | N1          |
| 18      | Marek Skrzypkowski   | Adam Balawejder      | Fiat Cinquecento Abarth   | 2:48:55 | +31:37 | A0          |
| 19      | Radek Nový           | Marek Podobník       | Nissan Almera             | 2:49:39 | +32:21 | N3          |
| 20      | Mariusz Ficoń        | Sławomir Mieszkowski | Fiat Cinquecento Abarth   | 2:50:08 | +32:50 | A0          |

1. 1 2 3 4 5 6 7 8 9 10  Nieliczony w klasyfikacji RSMP